# Steve Austria
Stephen „Steve“ Austria (* 12. října 1958) je republikánský poslanec Sněmovny reprezentantů Spojených států amerických z Ohia, ze sedmého okrsku, který se rozkládá mezi Columbusem a Springfieldem.
Narodil se v Cincinnati a vyrostl v Xenii jako nejstarší z devíti dětí. Středoškolské studium ukončil v roce 1977 na Carroll High School. Je v pořadí druhou osobou s filipínským původem v historii Sněmovny reprezentantů, je ženatý a má tři syny.